# Ménestrel

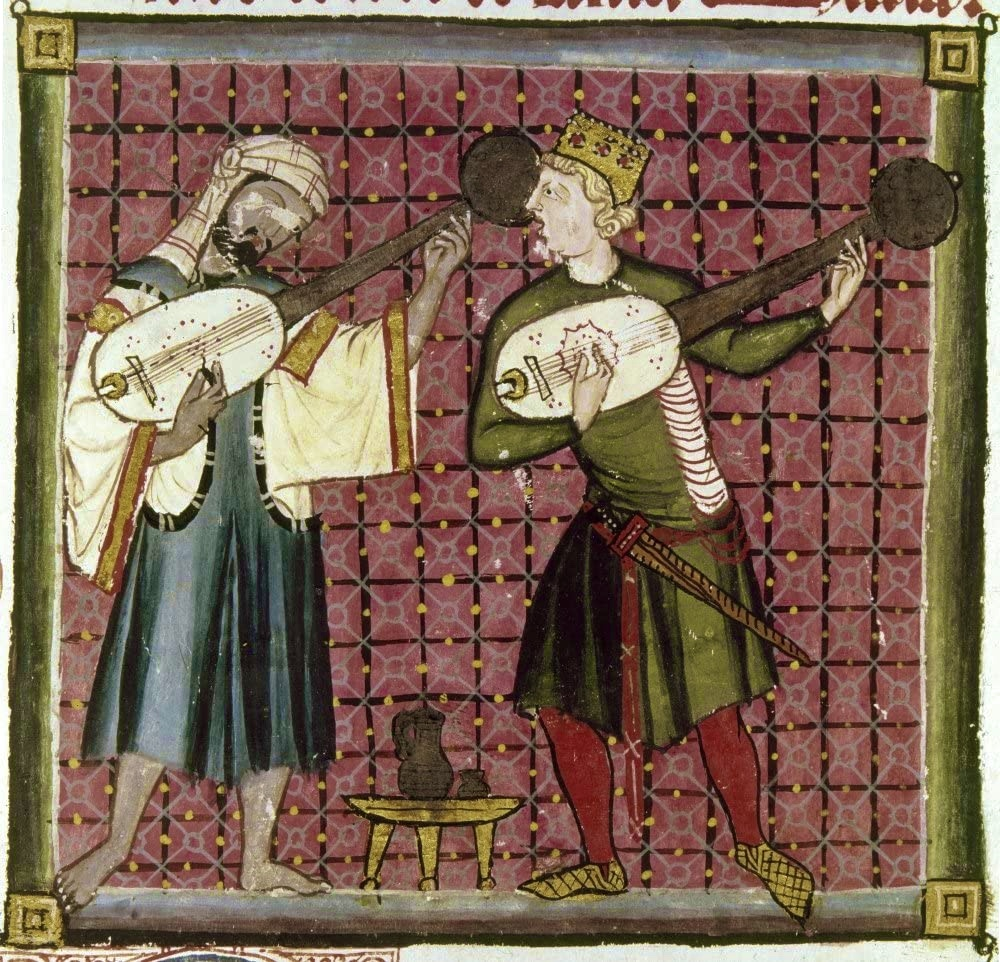
Ménestrels (Darstellung aus dem 13. Jahrhundert)

Ménestrels, auch Ménétriers oder Minstrels genannt, waren im Mittelalter altprovenzalische und altfranzösische Spielleute (Jongleurs), Fahrende und Musikanten. Zum Teil waren sie Bedienstete von Troubadouren, für die sie den Vortrag und die Verbreitung von Liedern übernahmen.
Der englische Begriff minstrel bedeutet ursprünglich „kleiner Diener“, da sie als Barden und Hofsänger den gleichen niederen Status wie Haus- und Küchenpersonal innehatten. Wie Ministrant ist das Wort von lateinisch ministrare, „dienen“ abgeleitet.
In einem Gedicht aus dem 13. Jahrhundert wird ein Hofsänger als jemand beschrieben, der gut reden und reimen kann, die Geschichte von Troja kennt, Äpfel auf Messerspitzen balancieren, jonglieren und durch Reifen springen kann. Er soll die Mandora, die Harfe, die Geige und den Psalter spielen können. Außerdem soll er noch die Vogelimitation, die Esel- und Hundedressur sowie das Marionettenspiel beherrschen.

## Mediale Rezeption
- Terry Jones im Mittelalter, Folge: „… als Minnesänger“ (Originaltitel: Terry Jones’ Medieval Lives – The Minstrel.) Dokumentation der BBC, GB 2004.